# Chilades parrhasius
Chilades parrhasius är en fjärilsart som beskrevs av Fabricius 1793. Chilades parrhasius ingår i släktet Chilades och familjen juvelvingar. Inga underarter finns listade i Catalogue of Life.

## Bildgalleri

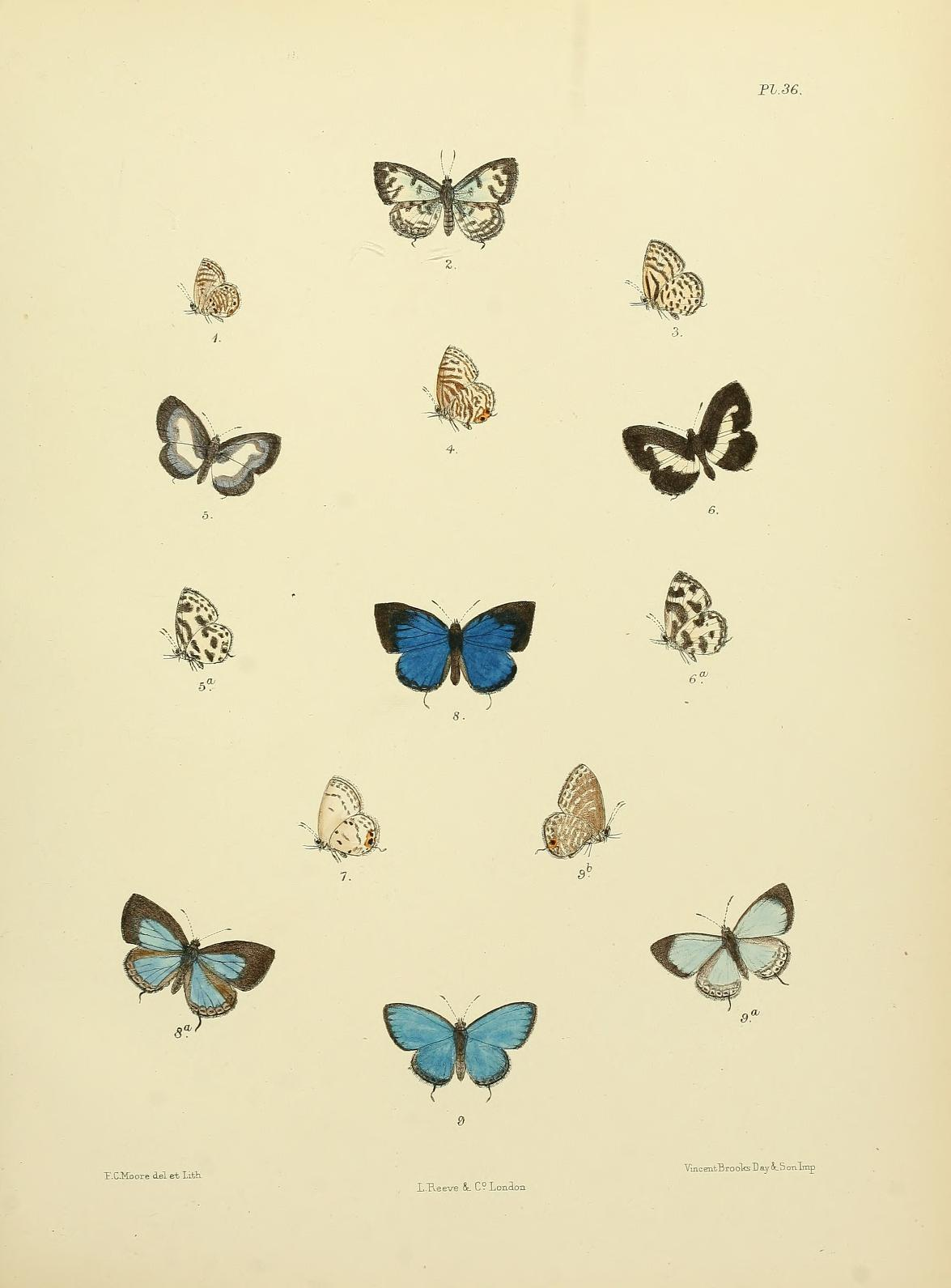